# SimAnt
SimAnt: The Electronic Ant Colony — компьютерная игра-симулятор, созданная студией Maxis и выпущенная в 1991 году. Является третьей игрой серии Sim после SimCity и SimEarth. Игра получила премию от ассоциации программного обеспечения Codie award как лучший симулятор года. Игра создавалась при сотрудничестве Эдварда Уилсона — известного биолога, изучавшего социальное поведение муравьёв в колониях. Игра была выпущена для IBM PC, Commodore Amiga, Apple Macintosh и Super Nintendo Entertainment System.
Уилл Райт в процессе разработки игры впервые задумался о создании симулятора людей, который в будущем будет реализован в The Sims.

## Геймплей
Игрок управляет жёлтым муравьём, который принадлежит чёрной колонии муравьёв, состоящей в начале из одной матки. Управляемый муравей должен ухаживать за ней и приносить пищу, чтобы матка могла выводить потомство. 

Участок, как основная игровая арена

Главным врагом для одинокого муравья становится паук и хищные насекомые, которые могут в любой момент съесть муравья; с другой стороны, стая муравьёв может атаковать любое крупное насекомое, чтобы использовать его как пищу, например гусениц. Если муравей умирает, то под управление игрока попадает новый жёлтый муравей, вылупившийся из кокона. Основное действие происходит в пределах участка, где живёт мужчина с кошкой и собакой, участок поделён на клетки, в одной из которых в начале располагается муравьиная колония. Цель игрока заключается в распространении колонии на большее количество клеток участка и в изгнании колонии красных муравьёв, которая является главным соперником для чёрных муравьёв и параллельно будет пытаться распространить своё влияние на участке. Конечная цель игрока заключается в распространении колонии по всему участку, в том числе и по дому, чтобы вынудить его хозяина покинуть дом. Таким образом, игра отличается от большинства игр серии Sim, где игра может продолжаться бесконечно. В игре присутствуют стихийные бедствия, которые могут разрушить значительную часть локации или муравейника, а именно: атака хищных насекомых, человеческие шаги, газонокосилка и дождь. Игра заканчивается проигрышем, если участок попадает полностью под контроль красных муравьёв.

## Критика
Критики 178 выпуска журнала Dragon дали игре оценку 5 из 5. Критики журнала Computer Gaming World также похвалили игру, отметив её необычную и непредсказуемую стратегию, которая несомненно доставит много удовольствия игрокам, в частности студентам.